# Neuenkulle
Neuenkulle ist eine Ortslage in der bergischen Großstadt Solingen.

## Lage und Beschreibung
Der heute in der geschlossenen Bebauung aufgegangene Ort Neuenkulle befindet sich am Nordrand des Solinger Stadtbezirks Mitte an der Grenze zu Gräfrath. Der Ort befindet sich auf einem Höhenrücken südlich der Freizeitanlage Bärenloch, auf dem die Kuller Straße zwischen Stöckerberg und Schlagbaum verläuft. Dort befindet sich der Ort etwa im Bereich der Abzweigung der heutigen Paulinenstraße von der Kuller Straße.
Benachbarte Orte sind bzw. waren (von Nord nach West): III. Stockdum, Bimerich, Stöcken, Stöckerberg, Potshaus, Kullen, Schlagbaum sowie I. und II. Stockdum.

## Etymologie
Der Ortsname entstand in Anlehnung an den alten Hofschaftsnamen Kullen. Dieser Name rührt wahrscheinlich von einer dort ehemals befindlichen Stein- und einer Lehmkulle her, also einem Steinbruch und einer Lehmkuhle.

## Geschichte
Neuenkulle entstand wohl zu Beginn des 19. Jahrhunderts. Die Hofschaft Kullen wiederum ist als Kaulen bereits seit dem Jahre 1638 belegt. In dem Kartenwerk Topographia Ducatus Montani, Blatt Amt Solingen, von Erich Philipp Ploennies aus dem Jahre 1715 ist bereits die Wegeverbindung zwischen Schlagbaum und Kohlfurth verzeichnet, die heutige Kuller Straße, an der Neuenkulle später entstand.
Neuenkulle gehörte seit seiner Entstehung zur Honschaft (Ketz-)Berg der Bürgermeisterei Gräfrath, die 1856 das Stadtrecht erhielt. Die Topographische Aufnahme der Rheinlande von 1824 zeigt an der Wohnplatzstelle noch keine Bebauung, die Preußische Uraufnahme von 1844 zeigt ihn unbeschriftet. In der Topographischen Karte des Regierungsbezirks Düsseldorf von 1871 ist der Ort nicht verzeichnet. In der Karte des Landmessers August Hofacker aus dem Jahre 1898 ist der Ort als Neuenkulle verzeichnet.
Der nach der Statistik und Topographie des Regierungsbezirks Düsseldorf 1832 als Ackergut und Fabrikwohnungen kategorisierte Ort besaß zu dieser Zeit ein Wohnhaus und ein landwirtschaftliches Gebäude. Zu dieser Zeit lebten zwölf Einwohner im Ort, allesamt evangelischen Bekenntnisses. Die Gemeinde- und Gutbezirksstatistik der Rheinprovinz führt den Ort 1871 mit vier Wohnhäusern und 18 Einwohnern auf. Im Gemeindelexikon für die Provinz Rheinland von 1888 werden 16 Wohnhäuser mit 188 Einwohnern angegeben.:S. 98 1895 besitzt der Ortsteil 32 Wohnhäuser mit 354 Einwohnern, 1905 werden 39 Wohnhäuser und 455 Einwohner angegeben.
Die heutige Kuller Straße bildete ursprünglich die Gemeindegrenze zwischen den beiden selbständigen Städten Solingen und Gräfrath, seit dem 19. Jahrhundert ist die Bezeichnung Kuller Weg oder Kuller Straße für diese Straße belegt. Für Solingen hatte die Kuller Straße deshalb eine erhebliche Bedeutung, da die Fuhrwerke aus Richtung Kohlfurth über diese Straße die Steigung an der Cronenberger Straße umgehen konnten, um nach Solingen zu gelangen. Für Gräfrath hingegen hatte die Straße als weit entfernt liegende Grenzstraße kaum eine Bedeutung. Da jedoch beide Städte gleichermaßen zum Unterhalt der Straße verpflichtet waren, ergab sich aus dieser Situation ein bis zur Städtevereinigung 1929 währender Interessenkonflikt.
Mit der Städtevereinigung zu Groß-Solingen im Jahre 1929 wurde Neuenkulle ein Ortsteil Solingens. Im amtlichen Stadtplan von 1929 ist der Ort noch unter diesem Namen verzeichnet. In später erscheinenden Kartenwerken taucht Neuenkulle als Ortsbezeichnung hingegen nicht mehr auf. Heute ist der Ortsname daher nicht mehr gebräuchlich.